# M People
M People est un groupe anglais de dance music originaire de Manchester. Il a été formé en 1990 sous l'impulsion du DJ Mike Pickering. Son titre le plus célèbre est Moving On Up (en) sorti en 1993.

## Discographie

### Albums studio
- 1992 : Northern Soul
- 1994 : Elegant Slumming (en)
- 1995 : Bizarre Fruit
- 1995 : Bizarre Fruit Vol. 2
- 1997 : Fresco

### Compilations
- 1998 : The Best Of M People
- 1999 : Testify
- 2005 : Ultimate Collection
- 2005 : Ultimate Collection: The Remixes
- 2007 : One Night in Heaven: The Best of M People
- 2020 : Renaissance (Coffret 9CD inclus les albums originaux remasterisés, remixes, raretés, singles + 2DVD inclus 23 vidéos promotionnelles + interview, 20 titres live 1993, 1994 & 1996).

### Singles
- 1991 : Northern Soul
- 1991 : How Can I Love You More ?
- 1992 : Colour My Life
- 1992 : Someday
- 1992 : Excited
- 1993 : One Night in Heaven
- 1993 : Moving On Up
- 1993 : Don't Look Any Further
- 1994 : Renaissance
- 1994 : Elegantly American
- 1994 : Sight for Sore Eyes
- 1995 : Open Your Heart
- 1995 : Search for the Hero
- 1995 : Love Rendez-Vous
- 1995 : Itchycoo Park
- 1997 : Just for You
- 1997 : Fantasy Island
- 1998 : Angel St.
- 1998 : Testify
- 1999 : Dreaming

## Récompenses
- 1994 : Mercury Prize pour l'album Elegant Slumming[1].
- Brit Awards 1994 : Meilleure performance dance (Best British Dance Act)[2].
- Brit Awards 1995 : Meilleure performance dance (Best British Dance Act)[3].